# Campionato europeo femminile di pallavolo 1989
Il campionato europeo femminile di pallavolo 1989 si è svolto dal 2 al 10 settembre 1989 ad Amburgo, Karlsruhe, Sindelfingen e Stoccarda, nella Germania Ovest: al torneo hanno partecipato dodici squadre nazionali europee e la vittoria finale è andata per la dodicesima volta all'Unione Sovietica.

## Qualificazioni
Al torneo hanno partecipato: la nazionale del paese organizzatore, le prime tre nazionali classificate al campionato europeo 1987 e otto nazionali qualificate tramite il torneo di qualificazione.

## Regolamento

### Formula
Le squadre hanno disputato una prima fase a gironi con formula del girone all'italiana; al termine della prima fase:
- Le prime due classificate di ogni girone hanno acceduto alla fase finale per il primo posto, strutturata in semifinali, finale per il terzo posto e finale.
- La terza e la quarta classificata di ogni girone hanno acceduto alla fase finale per il quinto posto, strutturata in semifinali, finale per il terzo settimo posto e finale per il quinto posto.
- Le ultime due classificate di ogni girone hanno acceduto alla fase finale per il nono posto, strutturata in semifinali, finale per l'undicesimo posto e finale per il nono posto.

### Criteri di classifica
Sono stati assegnati 2 punti alla squadra vincente e 1 a quella sconfitta.
L'ordine del posizionamento in classifica è stato definito in base a:
- Punti;
- Ratio dei set vinti/persi;
- Ratio dei punti realizzati/subiti;
- Risultati degli scontri diretti.

## Squadre partecipanti
| Squadra          | Qualificazione                            | Ultima partecipazione |
| ---------------- | ----------------------------------------- | --------------------- |
| Bulgaria         | 1ª al torneo di qualificazione (girone A) | Belgio 1987           |
| Cecoslovacchia   | 3ª al campionato europeo 1987             | Belgio 1987           |
| Finlandia        | 2ª al torneo di qualificazione (girone A) | Finlandia 1977        |
| Francia          | 2ª al torneo di qualificazione (girone D) | Belgio 1987           |
| Germania Est     | 1ª al campionato europeo 1987             | Belgio 1987           |
| Germania Ovest   | Paese organizzatore                       | Belgio 1987           |
| Italia           | 1ª al torneo di qualificazione (girone C) | Belgio 1987           |
| Jugoslavia       | 1ª al torneo di qualificazione (girone B) | Bulgaria 1981         |
| Polonia          | 2ª al torneo di qualificazione (girone B) | Belgio 1987           |
| Romania          | 1ª al torneo di qualificazione (girone D) | Belgio 1987           |
| Turchia          | 2ª al torneo di qualificazione (girone C) | Bulgaria 1981         |
| Unione Sovietica | 2ª al campionato europeo 1987             | Belgio 1987           |

## Torneo

### Fase a gironi
| Girone A         | Girone B       |
| ---------------- | -------------- |
| Finlandia        | Bulgaria       |
| Germania Ovest   | Cecoslovacchia |
| Jugoslavia       | Francia        |
| Romania          | Germania Est   |
| Turchia          | Italia         |
| Unione Sovietica | Polonia        |

#### Girone A

##### Risultati
| 2 settembre 1989 ?, Amburgo Durata: ? - Spettatori: ? | Unione Sovietica | 3 - 0 | Turchia          | 15-5, 15-9, 15-8                 |
| 2 settembre 1989 ?, Amburgo Durata: ? - Spettatori: ? | Jugoslavia       | 0 - 3 | Romania          | 4-15, 4-15, 14-16                |
| 2 settembre 1989 ?, Amburgo Durata: ? - Spettatori: ? | Germania Est     | 3 - 0 | Finlandia        | 15-6, 15-11, 15-8                |
| 3 settembre 1989 ?, Amburgo Durata: ? - Spettatori: ? | Unione Sovietica | 3 - 0 | Romania          | 15-7, 16-14, 16-14               |
| 3 settembre 1989 ?, Amburgo Durata: ? - Spettatori: ? | Jugoslavia       | 0 - 3 | Germania Est     | 3-15, 5-15, 3-15                 |
| 3 settembre 1989 ?, Amburgo Durata: ? - Spettatori: ? | Turchia          | 3 - 1 | Finlandia        | 5-15, 15-9, 16-14, 15-8          |
| 4 settembre 1989 ?, Amburgo Durata: ? - Spettatori: ? | Jugoslavia       | 0 - 3 | Unione Sovietica | 12-15, 16-17, 8-15               |
| 4 settembre 1989 ?, Amburgo Durata: ? - Spettatori: ? | Romania          | 3 - 0 | Finlandia        | 15-9, 15-10, 15-6                |
| 4 settembre 1989 ?, Amburgo Durata: ? - Spettatori: ? | Germania Est     | 3 - 0 | Turchia          | 15-7, 15-10, 15-8                |
| 6 settembre 1989 ?, Amburgo Durata: ? - Spettatori: ? | Unione Sovietica | 3 - 0 | Finlandia        | 15-3, 15-1, 15-7                 |
| 6 settembre 1989 ?, Amburgo Durata: ? - Spettatori: ? | Romania          | 3 - 2 | Germania Est     | 15-13, 8-15, 15-13, 13-15, 16-14 |
| 6 settembre 1989 ?, Amburgo Durata: ? - Spettatori: ? | Jugoslavia       | 3 - 0 | Turchia          | 15-5, 16-14, 15-12               |
| 7 settembre 1989 ?, Amburgo Durata: ? - Spettatori: ? | Jugoslavia       | 3 - 0 | Finlandia        | 15-10, 15-7, 15-3                |
| 7 settembre 1989 ?, Amburgo Durata: ? - Spettatori: ? | Romania          | 3 - 1 | Turchia          | 15-12, 9-15, 15-7, 15-12         |
| 7 settembre 1989 ?, Amburgo Durata: ? - Spettatori: ? | Unione Sovietica | 3 - 0 | Germania Est     | 15-9, 15-7, 15-4                 |

##### Classifica
| Pos. | Squadra          | Pt | G | V | P | SV | SP | Ratio | PF  | PS  | Ratio |
| ---- | ---------------- | -- | - | - | - | -- | -- | ----- | --- | --- | ----- |
| 1.   | Unione Sovietica | 10 | 5 | 5 | 0 | 15 | 0  | MAX   | 229 | 124 | 1,846 |
| 2.   | Romania          | 9  | 5 | 4 | 1 | 12 | 6  | 2,000 | 247 | 210 | 1,176 |
| 3.   | Germania Ovest   | 8  | 5 | 3 | 2 | 11 | 6  | 1,833 | 225 | 173 | 1,300 |
| 4.   | Jugoslavia       | 7  | 5 | 2 | 3 | 6  | 9  | 0,666 | 160 | 189 | 0,846 |
| 5.   | Turchia          | 6  | 5 | 1 | 4 | 4  | 13 | 0,307 | 175 | 236 | 0,741 |
| 6.   | Francia          | 6  | 5 | 0 | 5 | 1  | 15 | 0,066 | 127 | 231 | 0,549 |

      Qualificata alle semifinali per il primo posto.
      Qualificata alle semifinali per il quinto posto.
      Qualificata alle semifinali per il nono posto.

#### Girone B

##### Risultati
| 2 settembre 1989 ?, Karlsruhe Durata: ? - Spettatori: ? | Bulgaria       | 3 - 1 | Francia        | 15-5, 15-10, 13-15, 15-2       |
| 2 settembre 1989 ?, Karlsruhe Durata: ? - Spettatori: ? | Italia         | 3 - 0 | Cecoslovacchia | 15-9, 15-11, 15-13             |
| 2 settembre 1989 ?, Karlsruhe Durata: ? - Spettatori: ? | Germania Est   | 3 - 0 | Polonia        | 15-6, 15-7, 15-9               |
| 3 settembre 1989 ?, Karlsruhe Durata: ? - Spettatori: ? | Italia         | 3 - 1 | Francia        | 15-10, 14-16, 15-2, 15-8       |
| 3 settembre 1989 ?, Karlsruhe Durata: ? - Spettatori: ? | Cecoslovacchia | 3 - 1 | Polonia        | 15-12, 15-12, 12-15, 15-10     |
| 3 settembre 1989 ?, Karlsruhe Durata: ? - Spettatori: ? | Germania Est   | 3 - 0 | Bulgaria       | 15-11, 15-12, 15-9             |
| 4 settembre 1989 ?, Karlsruhe Durata: ? - Spettatori: ? | Italia         | 3 - 0 | Polonia        | 15-9, 15-5, 15-10              |
| 4 settembre 1989 ?, Karlsruhe Durata: ? - Spettatori: ? | Cecoslovacchia | 3 - 1 | Bulgaria       | 15-3, 15-8, 12-15, 15-10       |
| 4 settembre 1989 ?, Karlsruhe Durata: ? - Spettatori: ? | Germania Est   | 3 - 1 | Francia        | 15-6, 15-4, 14-16, 15-3        |
| 6 settembre 1989 ?, Karlsruhe Durata: ? - Spettatori: ? | Bulgaria       | 3 - 1 | Polonia        | 15-3, 14-16, 15-13, 15-10      |
| 6 settembre 1989 ?, Karlsruhe Durata: ? - Spettatori: ? | Germania Est   | 3 - 0 | Italia         | 15-11, 15-13, 15-4             |
| 6 settembre 1989 ?, Karlsruhe Durata: ? - Spettatori: ? | Cecoslovacchia | 3 - 1 | Francia        | 15-9, 13-15, 15-4, 15-10       |
| 7 settembre 1989 ?, Karlsruhe Durata: ? - Spettatori: ? | Bulgaria       | 3 - 1 | Italia         | 15-12, 16-14, 12-15, 15-8      |
| 7 settembre 1989 ?, Karlsruhe Durata: ? - Spettatori: ? | Germania Est   | 3 - 2 | Cecoslovacchia | 15-6, 15-4, 10-15, 8-15, 15-12 |
| 7 settembre 1989 ?, Karlsruhe Durata: ? - Spettatori: ? | Polonia        | 3 - 1 | Francia        | 15-9, 15-11, 11-15, 15-12      |

##### Classifica
| Pos. | Squadra        | Pt | G | V | P | SV | SP | Ratio | PF  | PS  | Ratio |
| ---- | -------------- | -- | - | - | - | -- | -- | ----- | --- | --- | ----- |
| 1.   | Germania Est   | 10 | 5 | 5 | 0 | 15 | 3  | 5,000 | 257 | 163 | 1,576 |
| 2.   | Italia         | 8  | 5 | 3 | 2 | 10 | 7  | 1,428 | 226 | 196 | 1,153 |
| 3.   | Cecoslovacchia | 8  | 5 | 3 | 2 | 11 | 9  | 1,222 | 257 | 231 | 1,112 |
| 4.   | Bulgaria       | 8  | 5 | 3 | 2 | 10 | 9  | 1,111 | 243 | 225 | 1,080 |
| 5.   | Polonia        | 6  | 5 | 1 | 4 | 5  | 13 | 0,384 | 193 | 253 | 0,762 |
| 6.   | Francia        | 5  | 5 | 0 | 5 | 5  | 15 | 0,333 | 182 | 290 | 0,627 |

      Qualificata alle semifinali per il primo posto.
      Qualificata alle semifinali per il quinto posto.
      Qualificata alle semifinali per il nono posto.

### Fase finale

#### Finali 1º e 3º posto
|  | Semifinali | Semifinali       | Semifinali |                 |    | Finale           | Finale       | Finale |
|  |            |                  |            |                 |    |                  |              |        |
|  | 1A         | Unione Sovietica | 3          |                 |    |                  |              |        |
|  | 1A         | Unione Sovietica | 3          |                 |    |                  |              |        |
|  | 2B         | Italia           | 0          |                 |    |                  |              |        |
|  | 2B         | Italia           | 0          |                 | 1A | Unione Sovietica | 3            |        |
|  |            |                  |            |                 | 1A | Unione Sovietica | 3            |        |
|  |            |                  |            |                 |    | 1B               | Germania Est | 1      |
|  | 1B         | Germania Est     | 3          |                 |    | 1B               | Germania Est | 1      |
|  | 1B         | Germania Est     | 3          |                 |    |                  |              |        |
|  | 2A         | Romania          | 0          |                 |    |                  |              |        |
|  | 2A         | Romania          | 0          | Finale 3° posto |    |                  |              |        |
|  |            |                  |            |                 |    |                  |              |        |
|  |            |                  |            |                 |    | 2B               | Italia       | 3      |
|  |            |                  |            |                 |    | 2B               | Italia       | 3      |
|  |            |                  |            |                 |    | 2A               | Romania      | 0      |

##### Semifinali
| 8 settembre 1989 ?, Stoccarda Durata: ? - Spettatori: ? | Unione Sovietica | 3 - 0 | Italia  | 15-10, 15-7, 15-8 |
| 8 settembre 1989 ?, Stoccarda Durata: ? - Spettatori: ? | Germania Est     | 3 - 0 | Romania | 17-15, 15-6, 15-4 |

##### Finale 3º posto
| 9 settembre 1989 ?, Stoccarda Durata: ? - Spettatori: ? | Italia | 3 - 0 | Romania | 15-5, 15-6, 15-3 |

##### Finale
| 9 settembre 1989 ?, Stoccarda Durata: ? - Spettatori: ? | Unione Sovietica | 3 - 1 | Germania Est | 8-15, 16-14, 15-13, 15-13 |

#### Finali 5º e 7º posto
|  | Semifinali | Semifinali     | Semifinali |                 |    | Finale 5º posto | Finale 5º posto | Finale 5º posto |
|  |            |                |            |                 |    |                 |                 |                 |
|  | 4A         | Jugoslavia     | 1          |                 |    |                 |                 |                 |
|  | 4A         | Jugoslavia     | 1          |                 |    |                 |                 |                 |
|  | 3B         | Cecoslovacchia | 3          |                 |    |                 |                 |                 |
|  | 3B         | Cecoslovacchia | 3          |                 | 3B | Cecoslovacchia  | 3               |                 |
|  |            |                |            |                 | 3B | Cecoslovacchia  | 3               |                 |
|  |            |                |            |                 |    | 3A              | Germania Ovest  | 0               |
|  | 3A         | Germania Ovest | 3          |                 |    | 3A              | Germania Ovest  | 0               |
|  | 3A         | Germania Ovest | 3          |                 |    |                 |                 |                 |
|  | 4B         | Bulgaria       | 1          |                 |    |                 |                 |                 |
|  | 4B         | Bulgaria       | 1          | Finale 7º posto |    |                 |                 |                 |
|  |            |                |            |                 |    |                 |                 |                 |
|  |            |                |            |                 |    | 4A              | Jugoslavia      | 0               |
|  |            |                |            |                 |    | 4A              | Jugoslavia      | 0               |
|  |            |                |            |                 |    | 4B              | Bulgaria        | 3               |

##### Semifinali
| 8 settembre 1989 ?, Stoccarda Durata: ? - Spettatori: ? | Jugoslavia     | 1 - 3 | Cecoslovacchia | 4-15, 12-15, 17-16, 9-15 |
| 8 settembre 1989 ?, Stoccarda Durata: ? - Spettatori: ? | Germania Ovest | 3 - 1 | Bulgaria       | 12-15, 15-9, 16-14, 15-6 |

##### Finale 7º posto
| 9 settembre 1989 ?, Stoccarda Durata: ? - Spettatori: ? | Jugoslavia | 0 - 3 | Bulgaria | 11-15, 9-15, 3-15 |

##### Finale 5º posto
| 9 settembre 1989 ?, Stoccarda Durata: ? - Spettatori: ? | Cecoslovacchia | 3 - 0 | Germania Ovest | 15-4, 16-14, 15-7 |

#### Finali 9º e 11º posto
|  | Semifinali | Semifinali | Semifinali |                  |    | Finale 9º posto | Finale 9º posto | Finale 9º posto |
|  |            |            |            |                  |    |                 |                 |                 |
|  | 6B         | Francia    | 3          |                  |    |                 |                 |                 |
|  | 6B         | Francia    | 3          |                  |    |                 |                 |                 |
|  | 5A         | Turchia    | 1          |                  |    |                 |                 |                 |
|  | 5A         | Turchia    | 1          |                  | 5B | Polonia         | 3               |                 |
|  |            |            |            |                  | 5B | Polonia         | 3               |                 |
|  |            |            |            |                  |    | 6B              | Francia         | 2               |
|  | 5B         | Polonia    | 3          |                  |    | 6B              | Francia         | 2               |
|  | 5B         | Polonia    | 3          |                  |    |                 |                 |                 |
|  | 6A         | Finlandia  | 0          |                  |    |                 |                 |                 |
|  | 6A         | Finlandia  | 0          | Finale 11º posto |    |                 |                 |                 |
|  |            |            |            |                  |    |                 |                 |                 |
|  |            |            |            |                  |    | 5A              | Turchia         | 3               |
|  |            |            |            |                  |    | 5A              | Turchia         | 3               |
|  |            |            |            |                  |    | 6A              | Finlandia       | 1               |

##### Semifinali
| 8 settembre 1989 ?, Sindelfingen Durata: ? - Spettatori: ? | Francia | 3 - 1 | Turchia   | 15-5, 15-8, 14-16, 15-11 |
| 8 settembre 1989 ?, Sindelfingen Durata: ? - Spettatori: ? | Polonia | 3 - 0 | Finlandia | 15-7, 15-2, 15-3         |

##### Finale 11º posto
| 9 settembre 1989 ?, Sindelfingen Durata: ? - Spettatori: ? | Turchia | 3 - 1 | Finlandia | 15-6, 15-8, 12-15, 16-14 |

##### Finale 9º posto
| 9 settembre 1989 ?, Sindelfingen Durata: ? - Spettatori: ? | Polonia | 3 - 2 | Francia | 15-12, 12-15, 17-15, 7-15, 15-13 |

## Classifica finale
| Pos     | Squadra          |
| ------- | ---------------- |
| Oro     | Unione Sovietica |
| Argento | Germania Est     |
| Bronzo  | Italia           |
| 4       | Romania          |
| 5       | Cecoslovacchia   |
| 6       | Germania Ovest   |
| 7       | Bulgaria         |
| 8       | Jugoslavia       |
| 9       | Polonia          |
| 10      | Francia          |
| 11      | Turchia          |
| 12      | Finlandia        |

|  |  | Qualificata alla Coppa del Mondo 1989 e al campionato europeo 1991. |

|  | Qualificata al campionato europeo 1991. |